# Aéroport de Katsina
L’aéroport de Katsina, aussi appelé aéroport Umaru Musa Yar'Adua (en hommage à Umaru Musa Yar'Adua, président de la République fédérale du Nigéria de 2007 à 2010 après avoir été gouverneur de Katsina de 1999 à 2007) est un aéroport desservant la ville de Katsina, dans le Nord du Nigéria. Il n'est pas desservi par des vols réguliers, mais l'a été par le passé (vols en direction d'Abuja et Lagos). Des vols desservent Djeddah pendant le hajj. 

## Situation
| Uyo Katsina Owerri Asaba Kaduna Maiduguri Port · Harcourt Int. P. Harcourt · Ville Kano Lagos Abuja Sokoto Enugu Akure Bauchi Benin Dutse Ibadan Ilorin Jalingo Makurdi Calabar Warri Jos Yola |

## Compagnie aérienne et destinations
| Compagnies | Destinations                             |
| ---------- | ---------------------------------------- |
| Max Air    | Abuja-N. Azikiwe, Lagos-Murtala Muhammed |

Edité le 9/11/2023